# 이토 아쓰시 (축구 선수)
이토 아쓰시(일본어: 伊藤 淳嗣, 1983년 9월 24일 ~ )는 일본의 전 축구 선수이다.

## 구단 경력
과거 제프 유나이티드 지바, 도치기 SC에서 활동하였다.